# Роланд Фройнд
Роланд Фройнд (нім. Roland Freund, 17 червня 1955) — німецький ватерполіст.
Бронзовий призер Олімпійських Ігор 1984 року, учасник 1976 року.
Бронзовий призер Чемпіонату світу з водних видів спорту 1982 року.
Чемпіон Європи з водного поло 1981 року.